# Teudebert II
Teudebert II (fr. Thibert lub Théodebert) (ur. 586, zm. 612 w Chalon) – król Austrazji (595–612) syn i następca Childeberta II.
Po śmierci ojca w 595 roku otrzymał królestwo Austrazji wraz z miastami Poitiers, Tours, Vellay, Bordeaux i Châteaudun oraz Szampanię i Owernię. W początkowym okresie rządów znajdował się pod silnym wpływem swojej babki Brunhildy. Od 596 roku razem z młodszym bratem Teuderykiem II walczył ze swoim kuzynem Chlotarem II. Ten stan trwał do 599 roku, kiedy to wygnał swoją babkę Brunhildę, która musiała się schronić u jego brata. Wywołało to wojnę między braćmi. Teuderyk pokonał go w bitwie pod Sens. Po walkach czasowo sprzymierzyli się ze sobą ponownie przeciwko Chlotarowi II i pokonali go pod Dormelles (koło Montereau). W wyniku walk obydwaj bracia zajęli znaczną część Neustrii (600–604). Chlotar został zepchnięty do wąskiego terenu na północy Galii, a pozostałą część jego królestwa podzieli między sobą bracia. Po tych walkach jednak bracia ponownie zaczęli walczyć ze sobą. Teudebert został pokonany pod Etampes. Po pokonaniu brata Teuderyk dążący za namową babki do zjednoczenia królestwa ponownie rozpoczął walkę z Chlotarem. Jednakże Teudebert tym razem odmówił mu wsparcia w walce. Około 608 roku Teudebert poślubił Bilhildę. W 610 wybuchł między braćmi spór o Alzację. Bilhilda namówiła męża do porozumienia się z magnatami przeciw Brunhildzie i Teuderykowi. Po raz kolejny wybuchła wojna między braćmi. W tym samym roku Teudebert rozkazał zamordować swoją żonę Bilhildę i poślubił Teodechildis. Teudebert II ostatecznie w 612 roku został pokonany przez brata w bitwach pod Toul i Tolbiac. Schwytany po bitwie na rozkaz swej babki Brunhildy został zamknięty klasztornej wieży w Chalon i tam został ścięty wraz ze swym rocznym synem Meroweuszem.